# Lindaan
Lindaan of γ(gamma)-hexachloorcyclohexaan (HCH) is een verbinding die vooral als insecticide wordt gebruikt. Sinds 1969 is de productie wereldwijd sterk gedaald vanwege de hoge giftigheid. Lindaan is zeer toxisch voor waterorganismen, wordt langzaam afgebroken en accumuleert in de voedselketen (vooral bij vis).
Lindaan is ontdekt door Teunis van der Linden, die aan de Universiteit van Amsterdam heeft gewerkt aan de chlorering van alkanen, in het bijzonder van cyclohexaan. Van de verbinding zijn 3 stereo-isomeren bekend: α-, β- en γ-lindaan.

## Toepassingen en regelgeving
Lindaan wordt voornamelijk als houtbeschermingsmiddel gebruikt en in West-Afrika ook bij het verbouwen van cacao. Verder wordt het in de geneeskunde gebruikt als uitwendig geneesmiddel tegen huidparasieten, zoals de hoofdluis en schurft (scabiës). Dit is echter in een aantal Europese landen verboden.